# Acanthoceto septentrionalis
Acanthoceto septentrionalis är en spindelart som först beskrevs av Lucien Berland 1913.  Acanthoceto septentrionalis ingår i släktet Acanthoceto och familjen spökspindlar. Inga underarter finns listade i Catalogue of Life.